# 吊带裙

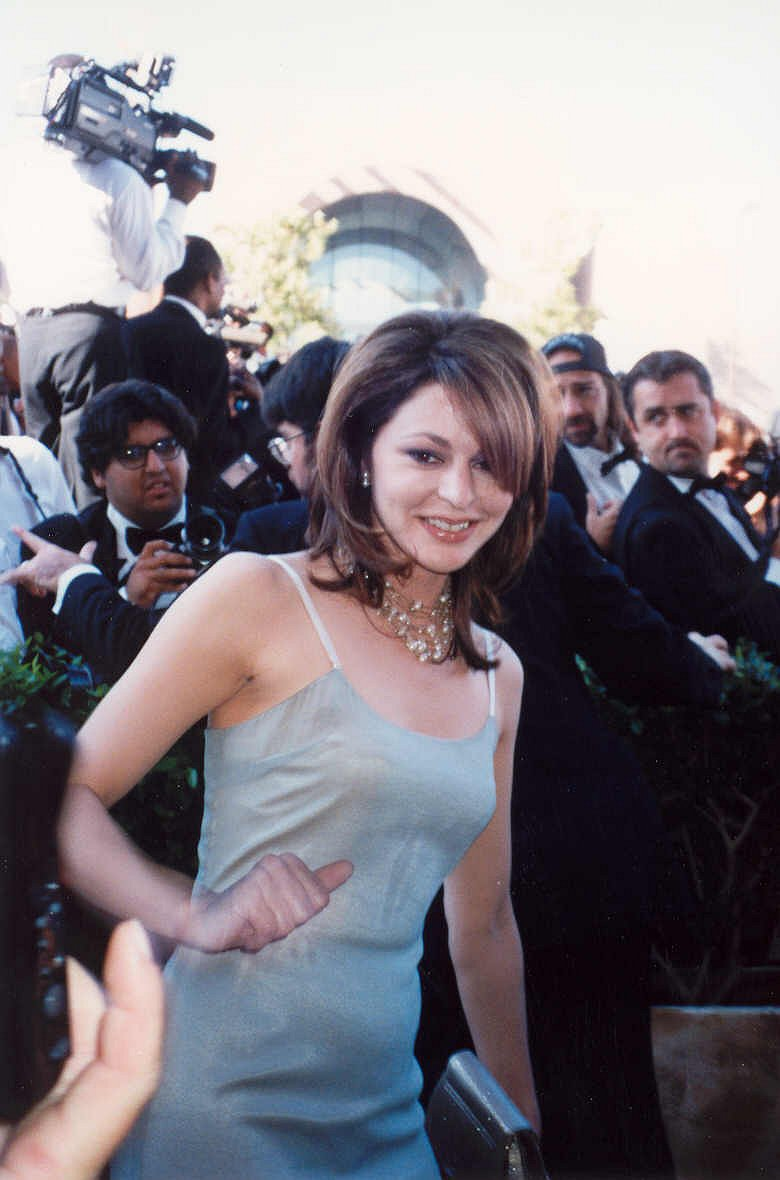
珍·李維斯在1995年艾美奖颁奖典礼上身穿吊带裙

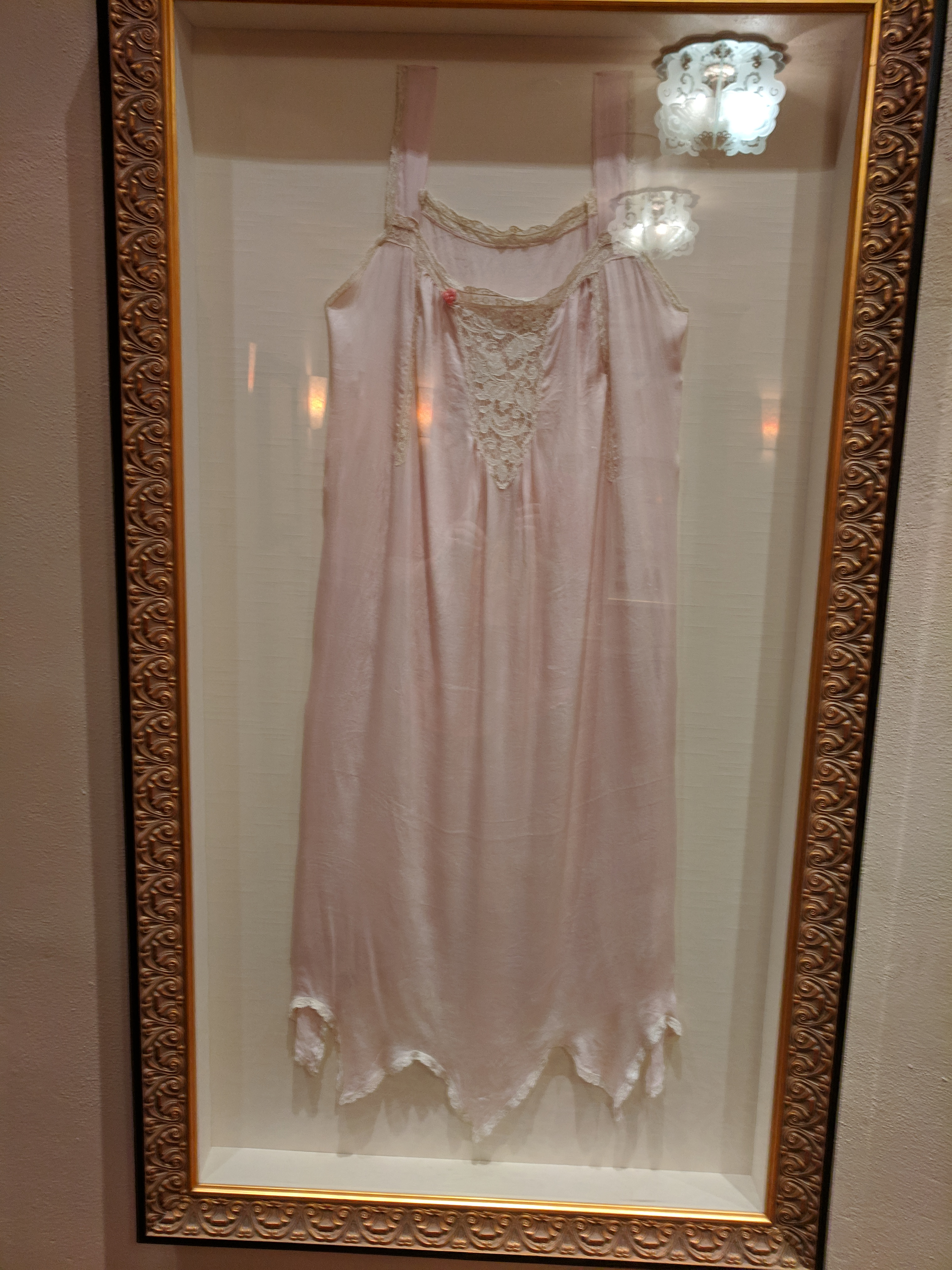
吊带裙

吊带裙是妇女穿著的一種连衣裙，它与襯裙或舊式襯裙非常相似。吊带裙有细肩带，並且看起来像是一件内衣。受內衣外穿影響，吊带裙在1990年代開始普及，並且从2010年代末开始有所復興，并持续至2020年代。